# Osa bornemisszai
Osa bornemisszai är en tvåvingeart som beskrevs av Paramonov 1958. Osa bornemisszai ingår i släktet Osa och familjen Pyrgotidae. Inga underarter finns listade i Catalogue of Life.